# Robert B. Wilson
Ifjabb Robert Butler Wilson (Geneva, Nebraska, 1937. május 16. –) amerikai közgazdász, a Stanford Egyetem professzor emeritusa. 2020-ban Paul Milgrommal közösen közgazdasági Nobel-emlékdíjat kapott az aukciós elmélet fejlesztéséért és új aukciós formátumok feltalálásáért.

## Pályafutása
Wilson elsősorban a menedzsmenttudományhoz és a vállalatgazdaságtanhoz való hozzájárulásáról ismert. Doktori disszertációjában feltalálta a szekvenciális kvadratikus programozást, ami a nemlineáris programozás vezető iteratív módszerévé vált. A Stanford Graduate School of Business más matematikai közgazdászaival együtt segített újraírni az iparszervezést és a szervezetelméletet a nem-kooperatív játékelmélet alapján. A nemlineáris árképzéssel kapcsolatos kutatásai befolyásolták a nagyvállalatok, különösen az energiaipar és azon belül is a villamos energia gyakorlatát.